# Portrættet
|  | Denne artikel er oprettet af botten PalnaBot ud fra en ekstern database. Den kan derfor have sproglige fejl eller mangler. Denne skabelon kan fjernes efter kontrol af indholdet. |

Portrættet er en film instrueret af Henning Carlsen.

## Handling
Niels Winkel er billedkunstner og portrætmaler. Han er blevet bedt om at male et billede af forfatteren og radiokommentatoren Frederik Dessau. Winkels forberedelser til at kunne male billedet af Dessau består først og fremmest af samtaler mellem de to, hvorigennem maleren lærer sin model at kende. Disse forberedelser - kald dem "research" - er i al sin enkelhed historien i filmen.